# حمید بیگ
حمید بیگ (به لاتین: Khamid-Bek) یک منطقه مسکونی در جمهوری آذربایجان است که در شهرستان شماخی واقع شده است.